# Oxyaspis congensis
Oxyaspis congensis är en insektsart som beskrevs av Brunner von Wattenwyl 1895. Oxyaspis congensis ingår i släktet Oxyaspis och familjen vårtbitare. Inga underarter finns listade i Catalogue of Life.